# Aktiengesellschaft (Tschechien)
Akciová společnost, kurz a. s. oder akc. spol, ist die tschechische Form der Aktiengesellschaft.

## Gründung
Für die Gründung benötigt man ein Stammkapital von 2.000.000 Kronen, benötigt wird nur eine juristische oder zwei natürliche Personen. Nach der Samtenen Revolution wurden viele Staatsbetriebe privatisiert, dadurch wurden vor allem Anfang der 1990er viele Betriebe mit dieser Rechtsform gegründet.

## Organe
- Hauptversammlung: Zusammenführung sämtlicher Aktionäre, entschieden wird über die Gewinnaufteilung und Organe. Die Stimmenanzahl pro Aktionär liegt bei der Anzahl der eigenen Aktien.
- Vorstand: Die Anzahl der Personen muss bei mindestens drei, maximal bei fünf liegen. Bei einem einzigen Aktionär genügt eine Person. Der Vorstand wird vom Aufsichtsrat gewählt.
- Aufsichtsrat: Das Organ hat die Hauptaufgabe, den Vorstand zu überwachen und ist ermächtigt, die Konten und alle anderen Dokumente zu untersuchen. Seine Mitglieder werden immer von der Hauptversammlung gewählt. Hat ein Unternehmen mehr als 50 Mitarbeiter, dürfen die Mitarbeiter ein Drittel der Mitglieder wählen, die übrigen zwei Drittel wählt die Hauptversammlung. Der Aufsichtsrat muss mindestens 3 Mitglieder haben. Das Organ wird jedes fünfte Jahr neu gewählt.